# HD78676
HD78676 — хімічно пекулярна зоря спектрального класу A2, що має видиму зоряну величину в смузі V приблизно  6,1.
Вона  розташована на відстані близько 373,2 світлових років від Сонця.

## Фізичні характеристики
Зоря HD78676 обертається 
досить швидко 
навколо своєї осі. Проєкція її екваторіальної швидкості на промінь зору становить  Vsin(i)= 54км/сек.